# Регентски съвет на Княжество България (1886 – 1887)
Регентският съвет на Княжество България е създаден след абдикацията на княз Александър I. Съществува от 26 август 1886 до 2 август 1887 г.
След т. нар. Деветоавгустовски преврат и последвалия контрапреврат, на 26 август княз Александър подписва своята абдикация и назначава Регентство в състав: Стефан Стамболов, Петко Каравелов, Сава Муткуров. В сложната обстановка, в която то е назначено, е нарушена Търновската конституция. Регентството е узаконено едва при откриването на III велико народно събрание. Това става на 24 октомври 1886 г. и на първото заседание П. Каравелов подава оставка от поста регент. Това принуждава Стамболов и Муткуров също да подадат оставки, тъй като Регентският съвет е колективен орган. На 1 ноември III велико народно събрание избира ново регентство в състав: Стефан Стамболов, Сава Муткуров, Георги Живков. В този вид регентството управлява страната до избирането на нов княз на 2 август 1887 г.
Като политическа институция, регентството извършва широка дипломатическа дейност за избирането на нов български княз. Под негово пряко ръководство действа специално избраната за тази цел тричленна комисия. Регентството упражнява и широките права, които са му отредени с Търновската конституция: извършва персонални промени в състава на Министерския съвет, назначава и уволнява административни служители, извършва сериозни промени в командния състав на армията, както и всички права, дадени на монархическия институт в областта на законодателната, изпълнителната и съдебната власт.
След като през лятото на 1887 г., на последното заседание на Третото велико народно събрание за български княз е избран Фердинанд Сакскобургготски, Регентският съвет се саморазпуска.